# Horusický Rybník
Horusický Rybník är en sjö i Tjeckien.   Den ligger i regionen Södra Böhmen, i den centrala delen av landet, 110 km söder om huvudstaden Prag. Horusický Rybník ligger 413 meter över havet. Arean är 3,5 kvadratkilometer. Omgivningarna runt Horusický Rybník är en mosaik av jordbruksmark och naturlig växtlighet. Den sträcker sig 1,9 kilometer i nord-sydlig riktning, och 3,0 kilometer i öst-västlig riktning.
Följande samhällen ligger vid Horusický Rybník:
- Bošilec (205 invånare)